# M&G
M&G è una società inglese di investimento globale, con sede nella City di Londra. Tra le società leader in Europa nell'asset management, dopo la sua scissione da Prudential plc, è stata quotata alla Borsa di Londra ed è un elemento costitutivo dell'indice FTSE 100.

## Storia

### Prima del 2000
M&G, acronimo per Municipal & General Securities, viene fondata nel 1901 come ramo finanziario di una società inglese di costruzioni. Nel corso della sua storia ha lanciato diverse innovazioni nel Regno Unito, come il primo fondo comune di investimento (1931), il primo piano di accumulo (1954), il primo fondo comune d'investimento in obbligazioni corporate (1994) e il primo fondo comune d'investimento in obbligazioni ad alto rendimento.
Nel 1992 M&G ha introdotto i fondi di solidarietà aziendale e, da allora, ha donato fondi a centinaia di associazioni a scopo caritatevole in Gran Bretagna. Nel 1999 entra a far parte del Gruppo Prudential Plc, uno dei maggiori fornitori globali di servizi finanziari, e dal 2001 apre sedi in Europa continentale (Germania, Austria, Lussemburgo, Italia, Francia).

### 2000–2020
Nel maggio 2016 ha annunciato il lancio di un servizio di investimento online diretto per gli investitori al dettaglio che potranno investire direttamente nella sua gamma di fondi.
Nel luglio 2016, M&G Investments ha sospeso i rimborsi sul suo fondo di portafoglio immobiliare da 4,4 miliardi di sterline a seguito dei pesanti ritiri successivi al referendum sull'uscita del Regno Unito dall'Unione europea.
Nell'agosto 2017, Prudential plc (la società madre di M&G Investments) ha annunciato che avrebbe fuso M&G Investments con le sue attività Prudential nel Regno Unito e in Europa per formare una nuova divisione. La divisione si chiamerà M&GPrudential, che l'azienda descrive come un'attività di risparmio e investimenti. Successivamente, nell'agosto 2019, ha annunciato che avrebbe separato l'attività di investimento in "M&G plc". La scissione si è perfezionata nell’ottobre 2019.
Nel dicembre 2019, M&G è stata costretta a chiudere un fondo immobiliare da 2,5 miliardi di sterline dopo che la liquidità era stata messa alla prova. La società ha affermato che ciò è dovuto alla Brexit e all’incertezza elettorale.
Dal 10 ottobre 2022, nuovo CEO dell'azienda è Andrea Rossi.

## Riconoscimenti ottenuti
2010
- Lipper Awards Italia - M&G Recovery Fund A Euro – Miglior Fondo Azionario Regno Unito su 3 anni
- Lipper Awards Italia - M&G Recovery Fund A Euro - Miglior Fondo Azionario Regno Unito su 5 anni
- Lipper Awards Italia - M&G Recovery Fund A Euro - Miglior Fondo Azionario Regno Unito su 10 anni

2009
- Lipper Awards Italia - M&G Recovery Fund – Miglior Fondo Azionario Regno Unito su 5 anni
- Morningstar Awards Italia - M&G European High Yield Bond Fund Top Selection Obbligazionario High Yield.